# Blomsfors (naturreservat)
Blomsfors är ett naturreservat i Oskarshamns kommun i Kalmar län.
Området är naturskyddat sedan 2013 och är 163 hektar stort. Reservatet består av  löv- och barrskogar, svämskogar, småsjöar och kärr. 